# Occupazione di Novara (1859)
L'occupazione di Novara è un episodio della seconda guerra d'indipendenza italiana. Avvenne tra il 30 aprile ed il 1 giugno 1859 da parte degli austriaci, sino all'arrivo dell'esercito francese che supportò vigorosamente quello dei piemontesi, permettendo loro il recupero della piazzaforte.

## L'occupazione
Dopo l'invasione del Piemonte, gli austriaci marciarono diretti per occupare la città di Novara, una delle principali piazzeforti piemontesi lungo il Ticino, al confine con la Lombardia.
Nella città di Novara gli austriaci trovarono ben poca resistenza, dal momento che le operazioni di guerra erano appena iniziate e i piemontesi avevano impiegato molto più tempo a raggiungere il confine del Ticino nell'attesa dell'esercito di Napoleone III in arrivo dalla Francia. Cronista di quel periodo in città fu don Giuseppe Farinetti, teologo, il quale riportò un diario dettagliato degli avvenimenti che interessarono la città di Novara. All'arrivo degli austriaci in città, questi poterono entrare dalla "Porta di Milano" (cioè appunto quella verso la strada per Milano, ad est) senza opposizioni, dal momento che l'unica forza di opposizione era il locale drappello della Guardia Nazionale piemontese che certamente non era in grado di fronteggiare i soldati austriaci che si componevano di due drappelli di fanteria e di un piccolo squadrone di cavalleria.
Da subito gli austriaci iniziarono le requisizioni della posta, bloccando l'ufficio postale perché non fornisse informazioni. Dal 1º maggio, per ordine del feldmaresciallo Gyulay alla città di Novara venne imposto di rifornire dei ranci da destinare alla zona di Mortara dove si trovava il generale Friedrich Zobel col grosso delle truppe austriache da rifornire. Commenta Farinetti:
Le richieste di rifornimenti aumentarono notevolmente sino a 800 000 razioni, come pure vennero requisiti quasi tutti i cavalli presenti in città. I soldati austriaci si accamparono nei pressi della stazione ferroviaria di Novara. La città venne quindi utilizzata come punto di rifornimento verso Vercelli dove gli austriaci si stavano dirigendo, nonché come punto di cura grazie alla presenza dell'ospedale locale che fornì assistenza ai feriti dei primi scontri.
La città rimase in totale isolamento per quasi un mese senza essere messa a conoscenza di quanto si stava svolgendo esternamente alle sue mura.

## L'arrivo dei francesi
L'esercito francese di Napoleone III, accompagnato da quello piemontese, giunse a Novara il 1 giugno 1859, con una grossa formazione dei cacciatori di Vincennes e la brigata di cavalleria del generale Adrien Gabriel Gaudin de Villaine e dalla divisione del generale Pierre Louis Charles de Failly che riuscirono ad occupare Porta Milano dopo un breve scontro, ponendovi dei pezzi d'artiglieria che mitragliarono gli austriaci all'interno ed all'esterno della città. All'operazione presero parte anche il 1º ed il 4º squadrone del reggimento "Cavalleggeri di Alessandria" guidati dal maggiore Beraudo di Pralormo. I feriti furono in numero di 13 da ambo le parti, ma in generale l'opposizione fu minima dal momento che gli austriaci non avevano intenzione di mantenere la postazione di Novara, bensì di sfruttarla il più possibile per il tempo limitato che avrebbe loro concesso l'arrivo dei franco-piemontesi (già da qualche giorno prima, infatti, gli austriaci avevano iniziato a smontare le linee telegrafiche che avevano fatto impiantare in città per mantenere dei collegamenti rapidi con Mortara).
Alle 16.40 del 1 giugno 1859 giunse a Novara l'imperatore Napoleone III, a bordo del proprio calesse, e la città venne dichiarata liberata dagli austriaci. L'imperatore viene accolto dal sindaco Giovanni Givellini Tornielli Boniperti e dal vescovo Gentile a Porta Torino e viene fatto alloggiare a palazzo Bellini (dove ancora oggi si trova una targa commemorativa del suo soggiorno). Il 3 giugno verrà raggiunto da re Vittorio Emanuele II accompagnato dal barone Paolo Solaroli di Briona.